# Połoz smugooki
Połoz smugooki, wąż jasnogrzbiety (Elaphe taeniura) – niejadowity gatunek węża z rodziny połozowatych (Colubridae), znany też jako wąż smugooki, wąż (połoz) długoogonowy, wąż (połoz) tajwański lub wąż (połoz) chiński.
Wąż ten żyje w południowych i wschodnich Chinach, na Tajwanie, w Mjanmie, Laosie, Wietnamie, a także niektórych rejonach Japonii, Tajlandii, Malezji, Indii (zwłaszcza prowincja Asam) i na wyspach Borneo i Sumatra. W naturze jest stosunkowo rzadki, często natomiast jest hodowany z uwagi na piękny deseń, nadający mu elegancki wygląd – stąd angielska nazwa beauty snake („piękny wąż”). Polską nazwę zawdzięcza czarnej smudze „przedłużającej” oko. Grzbiet węża jest jasny (zależnie od podgatunku brązowawy, szarawy lub zielonkawy) pokryty ciemnym deseniem (jego wygląd też zależy od podgatunku).
Wyróżnia się 9 podgatunków tego węża:
- E. t. callicyanous – zamieszkuje Wietnam, Kambodżę i Tajlandię
- E. t. friesi – zamieszkuje wyspę Tajwan; na grzbiecie ma wyraźne czarne plamy w dwóch rzędach
- E. t. grabowskyi – Borneo i Sumatra; brak plamkowania lub pasów, podstawowe ubarwienie jest ciemne
- E. t. helfenbergeri – zamieszkuje Mjanmę i Tajlandię
- E. t. mocquardi – występuje od północnego Wietnamu po południowe prowincje Chin; na grzbiecie ma dwa rzędy wąskich plam, zlewających się czasem w linie
- E. t. ridleyi – zamieszkuje południową Tajlandię, Półwysep Malajski; często przebywa w jaskiniach, posiada niewyraźne pasy wzdłuż ciała, plamkowania nie łączą się z pasami
- E. t. schmackeri – japońskie wyspy archipelagu Riukiu; plamy grzbietowe mają zatarte granice, nie posiada charakterystycznej dla innych podgatunków smugi wzdłuż oczu i boków pyska
- E. t. taeniura – zamieszkuje zachodnie Chiny; wzór ciemnych plam na grzbiecie przypomina drabinę
- E. t. yunnanensis – zamieszkuje Chiny, północno-wschodnie Indie, Mjanmę, Laos, wschodnią Tajlandię i Wietnam; na grzbiecie ma krzyżujące się plamy przypominające „X”

Wąż jasnogrzbiety jest stosunkowo łatwy w hodowli i ma łagodne usposobienie.
Okazy niektórych podgatunków mogą osiągać nawet 2,5 m. Żyje 10–15 lat.
Wąż ten żywi się małymi ssakami (między innymi nietoperzami) oraz ptakami, które uśmierca dusząc.